# فرنسيس كزافييه كلوني
فرنسيس كزافييه كلوني (بالإنجليزية: Francis Xavier Clooney)‏ هو مدرس أمريكي، ولد في 1950 في بروكلين في الولايات المتحدة.